# Mimudea pyraustiformis
Mimudea pyraustiformis là một loài bướm đêm trong họ Crambidae.